# حرائق غابات شمال كاليفورنيا (أكتوبر 2017)
حرائق غابات شمال كاليفورنيا هي سلسلة من 250 حريق في غابات شمال كاليفورنيا في الولايات المتحدة الأمريكية. ابتدأت الحرائق من أوائل شهر أكتوبر. 21 حريق من مجمل الحرائق تحولت إلى حرائق كبيرة، أحرقت ما لا يقل عن 245.000 فدان (99.148 هكتار). اندلعت حرائق الغابات في جميع أنحاء بلدات نابا، ليك، سونوما، مندوسينو، بوتي، سولانو تحت ظروف طقس شديدة، مما أدى بشكل فعال إلى تحذير الصليب الأحمر لكثير من مناطق شمال كاليفورنيا بالحذر. تم الإبلاغ عن سبعة عشر حريقًا غير متصل في ذلك الوقت. وشملت هذه الحرائق حريق توبس (الذي انتشر سريعًا ليصبح واحد من أكثر الحرائق الهدامة والأكثر تدميرًا في تاريخ كاليفورنيا)، وحريق أطلس، وحريق الراهبات وغيرها. كانت حرائق الغابات الأكثر تدميرًا في موسم حرائق الغابات في ولاية كاليفورنيا عام 2017، وكانت حرائق أكتوبر أكثر مجموعات من الحرائق البرية تكلفة، مما تسبب في ما لا يقل عن 9.4 مليار دولار أمريكي من الخسائر المؤمن عليها، متجاوزًا عاصفة أوكلاند عام 1991، والتي كانت الأكثر تكلفة. توقع الخبراء أن تكلف حرائق شمال كاليفورنيا الاقتصاد الأمريكي مالا يقل عن 85 مليار دولار.
بسبب الظروف القاسية بعد وقت قصير من اشتعال الحرائق في 8 و9 أكتوبر، انتشرت الحرائق بسرعة لتصبح حرائق واسعة النطاق امتدت من ما مساحته 1.000 فدان إلى أكثر من 20.000 فدان . بحلول 14 أكتوبر أحرقت الحرائق أكثر من 210.000 فدان، وأجبر 90.000 شخص على الإجلاء من منازلهم. قتلت حرائق شمال كاليفورنيا ما لا يقل عن 44 شخصًا، وأدخل المستشفى على الأقل 185 شخص، مما جعل أسبوع 8 أكتوبر 2017 وهو الأسبوع الأكثر دموية من حرائق الغابات في تاريخ كاليفورنيا. يشكل هذا الحدث أكبر خسارة في الأرواح بسبب حرائق الغابات في الولايات المتحدة منذ حرائق كلوكيه عام 1918. دمرت الحرائق ما يقدر ب 8.900 مبنى.